# Caso Sanlúcar
El Caso Sanlúcar fue un escándalo de corrupción política ocurrido en el municipio español de Sanlúcar de Barrameda en 1999. Fue un intento de soborno a un concejal del PP por parte de miembros del PSOE y de algunos empresarios del municipio. Con dicho soborno, se pretendía que el edil no acudiera a la votación de la moción de censura que, el PP y el PA, habían presentado en contra del equipo de gobierno del PSOE y así no prosperara. Los implicados ofrecieron al concejal 50 millones de pesetas (300.000 euros), un puesto de trabajo en el Ayuntamiento de Chipiona y un billete de avión para viajar a Lisboa el día que se votaba la moción de censura. Sin embargo, el 18 de octubre de 1999, el concejal del PP sobornado, Manuel Ramírez Rodríguez (apodado Cunete), presentó denuncia de los hechos y la moción prosperó, obteniendo la alcaldía el popular Juan Rodríguez Romero.
El sumario del caso fue inicialmente instruido por el Juzgado N.º 2 de Sanlúcar de Barrameda. En primera instancia fueron investigados por delitos de cohecho y tráfico de influencias Agustín Cuevas Batista, alcalde de Sanlúcar, Rafael García Raposo, Secretario de Organización del PSOE de Sanlúcar, Luis Mario Aparcero Fernández de Retana, alcalde de Chipiona (del PSOE), José Luis Cuevas García, concejal del PSOE en Sanlúcar, Fernando Moreno Rodríguez, cuñado de García Raposo, y los empresarios de la construcción sanluqueños Manuel Rodríguez Gálvez, Fernando Moreno Ollero y Rafael Ávila Camacho. El concejal sobornado también fue imputado tras la denuncia de García Raposo, quien declaró que Manuel Ramírez se había ofrecido para ser sobornado. En 2002 el abogado del concejal del PP retiró la denuncia contra Rafael Ávila y José Luis Cuevas, que quedaron fuera de la lista de imputados. 

## Sentencia
Posteriormente el caso pasó a la Sección Cuarta de la Audiencia Provincial de Cádiz, donde se celebró juicio con jurado popular en 2006. El juicio concluyó con sentencia condenatoria por delitos de cohecho y tráfico de influencias, que establecía penas de prisión, inhabilitación para empleo o cargo público y multas, para todos los imputados, salvo para el concejal sobornado que fue absuelto e indemnizado.
- Agustín Cuevas Batista fue condenado por delitos de cohecho con el agravante de prevalimiento de carácter público y de tráfico de influencias. Por el delito de cohecho fue condenado a la penas de 1 año y 6 meses de prisión, inhabilitación especial para empleo o cargo público durante 5 años, inhabilitación especial para el derecho de sufragio pasivo durante el tiempo de la condena, multa de 360.000 euros, con 120 días de privación de libertad en caso de impago. Por el delito de tráfico de influencias condenado a las penas de 6 meses de privación de libertad, inhabilitación especial para empleo o cargo público durante 5 años y multa de 600 euros con 2 días de privación de libertad en caso de impago. Asimismo fue condenado al pago de la séptima parte de las costas procesales, incluidas las acusaciones particulares, excepto la acusación ejercida por Rafael García Raposo.

- Rafael García Raposo fue condenado por delitos de cohecho con el agravante de prevalimiento de carácter público y de tráfico de influencias. Por el delito de cohecho fue condenado a las penas de 1 año y 2 meses de prisión, inhabilitación especial para empleo y cargo público durante cinco años, inhabilitación especial para el derecho de sufragio pasivo durante el tiempo de la condena y a multa de 360.000 euros, con 120 días de privación de libertad en caso de impago. Por el delito de tráfico de influencias condenado a las penas de 6 meses de privación de libertad, inhabilitación especial para empleo o cargo público durante 5 años y multa de 600 euros con 2 días de privación de libertad en caso de impago. Asimismo fue condenado al pago de la séptima parte de las costas procesales, incluidas las acusaciones particulares y la totalidad de las correspondientes a la acusación por él formulada.

- Luis Mario Aparcero Fernández de Retana fue condenado por delito de cohecho con el agravante de prevalimiento de carácter público, a las penas de 1 año y 6 meses de prisión, inhabilitación especial para empleo y cargo público durante cinco años, inhabilitación especial para el derecho de sufragio pasivo durante el tiempo de la condena y a multa de 360.000 euros, con 120 días de privación de libertad en caso de impago. Asimismo fue condenado al pago de la séptima parte de las costas procesales, incluidas las acusaciones particulares, excepto la acusación ejercida por Rafael García Raposo.

- Fernando Moreno Rodriguez fue condenado por delito de cohecho a las penas de 1 año de prisión, inhabilitación especial para empleo y cargo público durante tres años, inhabilitación especial para el derecho de sufragio pasivo durante el tiempo de la condena y a multa de 180.000 euros, con 60 días de privación de libertad en caso de impago. Asimismo fue condenado al pago de la séptima parte de las costas procesales, incluidas las acusaciones particulares, excepto la acusación ejercida por Rafael García Raposo.

- Manuel Rodríguez Gálvez fue condenado por delito de cohecho a las penas de 1 año de prisión, inhabilitación especial para empleo y cargo público durante tres años, inhabilitación especial para el derecho de sufragio pasivo durante el tiempo de la condena y a multa de 360.000 euros, con 120 días de privación de libertad en caso de impago. Asimismo fue condenado al pago de la séptima parte de las costas procesales, incluidas las acusaciones particulares, excepto la acusación ejercida por Rafael García Raposo.

- Fernando Moreno Ollero fue condenado por delito de cohecho a las penas de 1 año de prisión, inhabilitación especial para empleo y cargo público durante tres años, inhabilitación especial para el derecho de sufragio pasivo durante el tiempo de la condena y a multa de 360.000 euros, con 120 días de privación de libertad en caso de impago. Asimismo fue condenado al pago de la séptima parte de las costas procesales, incluidas las acusaciones particulares, excepto la acusación ejercida por Rafael García Raposo.

- Manuel Ramírez Rodríguez fue absuelto libremente del delito de cohecho que se le imputaba, debiendo indemnizarle solidariamente los condenados con la suma 9.000 euros.

Especialmente significativo fue que la sentencia popular dictaminaba que no había lugar "a la suspensión de la ejecución de las penas privativas de libertad impuestas a los acusados, ni tampoco a la propuesta al Gobierno de la gracia de indulto".

## Sentencia del Tribunal Superior de Justicia de Andalucía
Los condenados interpusieron recurso de apelación ante la Sala de lo Civil y lo Penal del Tribunal Superior de Justicia de Andalucía, que en 2008 modificó la sentencia emitida por el jurado popular en 2006.
EL TSJA confirmó la culpabilidad de los condenados como autores de un delito de cohecho por intento de soborno al concejal del PP. Sin embargo Agustín Cuevas y Rafael García fueron absueltos del delito de tráfico de influencias, por el que habían sido condenados a penas de 6 meses de prisión y 5 años de inhabilitación para cargo público. Se mantuvo la multa de 360.000 euros para ellos dos y para el exalcalde de Chipiona Luis Mario Aparcero y se les redujo la pena de inhabilitación para ejercer cargo público, que pasó de 5 años al tiempo de condena establecido para cada uno de ellos: 1 año y seis meses para los exalcaldes de Sanlúcar y Chipiona y un 1 y 2 meses para García Raposo.
Asimismo el TSJA confirmó las penas por cohecho de los tres empresarios implicados en la trama. A Fernando Moreno Rodríguez le rebajó la condena de 1 año a 6 meses de prisión, manteniendo los 3 años de inhabilitación para cargo o empleo público y la multa de 180.000 €uros. A Fernando Moreno Ollero y a Manuel Ramírez Gálvez le confirmó la pena de un 1 de cárcel, 3 años de inhabilitación, rebajándoles a cada uno la multa impuesta de 360.000 a 30.000 euros.

## Recurso ante el Tribunal Supremo
Los condenados recurrieron en última instancia ante el Tribunal Supremo de España, interponiendo recurso de casación, por entender que se había producido quebrantamiento de forma e infracción de ley y de precepto constitucional, lo cual fue desestimado por al Alto Tribunal.